# Platanthera stenantha
Platanthera stenantha är en orkidéart som först beskrevs av Joseph Dalton Hooker, och fick sitt nu gällande namn av Károly Rezsö Soó von Bere. Platanthera stenantha ingår i släktet nattvioler, och familjen orkidéer. Inga underarter finns listade i Catalogue of Life.